# David Carter (futbolista)
David Carter (ur. 10 grudnia 1987 w Los Angeles) – amerykański obrońca (defensive line) futbolu amerykańskiego NFL oraz działacz na rzecz weganizmu. W 2011 został pozyskany z draftu NFL przez Arizona Cardinals w szóstej rundzie rozgrywek. W latach 2006–2010 grał w lidze uniwersyteckiej w UCLA Bruins reprezentując University of California, Los Angeles. Obecnie pozostaje wolnym agentem.

## NFL
Reprezentował zespół Arizona Cardinals w sezonie 2011–2012, występując w 32 meczach.
W 2013 r. podpisał kontrakt z Dallas Cowboys występując w trzech meczach.
W sierpniu 2014 r. został pozyskany przez Jacksonville Jaguars.
W lipcu 2015 roku związał się jednoroczną umową z Chicago Bears.
Aktualnie pozostaje wolnym agentem.